# Kathleen Hering
Kathleen Hering est une bobeuse allemande. 

## Palmarès

### Championnats du monde de bobsleigh
- Championnats du monde de 2000 à Winterberg
  -  Médaille d'or en bob à deux.